# Masters of Reality
Masters of Reality — американская рок-группа, основанная Крисом Госсом.

## История группы
Группа Masters of Reality возникла в конце 1980-х годов. Её основателем стал вокалист и гитарист Крис Госс. Группа исполняла хард-рок в стиле Cream и Led Zeppelin. Помимо Госса, в оригинальный состав Masters of Reality вошли бас-гитарист Гудж, гитарист Тим Харрингтон и барабанщик Винни Людовико. В 1989 году вышел дебютный одноимённый альбом, хорошо принятый критиками. Тем не менее, вскоре после этого Госс распустил оригинальный состав.
Через несколько лет Госс возродил Masters of Reality в виде трио. Помимо него, в состав вернулся бас-гитарист Гудж, а также барабанщик Джинджер Бейкер, известный по работе в Cream. Группа выпустила второй альбом Sunrise on the Sufferbus (1993), который несмотря на отличия в звучании также получил хорошие отзывы от музыкальных обозревателей. В то же время, Masters of Reality оставались сравнительно малоизвестными для широкой публики, не соответствуя общепринятым трендам рок-музыки того времени. Гитарное звучание Masters of Reality не соответствовало хеви-металлическим канонам, однако оказало влияние на развитие стоунер-рока, не в последнюю очередь благодаря Крису Госсу, который являлся продюсером трёх альбомов Kyuss.
После нескольких лет неактивности, связанной с продюсерской деятельностью Госса, в 1997 году группа возродилась для того, чтобы провести несколько концертов. К Госсу и Гуджу присоединились гитарист Брендом МакНикол и барабанщик Виктор Индриццо, а сами записи были выпущены в виде концертного альбома How High the Moon: Live at the Viper Room. Новый студийный альбом Welcome to the Western Lodge вышел в Европе в 1999 году; американскому слушателю он стал доступен лишь двумя годами позднее.
В 2000 годах Masters of Reality выпустили ещё три студийных альбома Deep in the Hole (2001), Give Us Barabbas (2004) и Pine/Cross Dover (2009), а также концертный альбом Flak 'n' Flight (2003).

## Дискография
Студийные альбомы
- Masters of Reality (1989)
- Sunrise on the Sufferbus (1993)
- Welcome to the Western Lodge (1999)
- Deep in the Hole (2001)
- Give Us Barabbas (2004)
- Pine/Cross Dover (2009)

Концертные альбомы
- How High the Moon: Live at the Viper Room (1997)
- Flak 'n' Flight (2003)